# Chute libre (cinématique)
Pour les articles homonymes, voir Chute libre.
 (avril 2006).
La forme ressemble trop à un extrait de cours et nécessite une réécriture afin de correspondre aux standards de Wikipédia.
 (août 2010).
La cinématique de la chute libre est régie par la loi :
| {\displaystyle z={\frac {1}{2}}\,g\,t^{2}} |

Galilée (1564-1642) n'énonce pas la loi sous cette forme, mais en est considéré comme l'initiateur.

## Rappel de la démonstration
On considère un corps de masse {\displaystyle m} soumis au champ de pesanteur {\displaystyle {\vec {g}}} terrestre.
- Le Principe Fondamental de la Dynamique de Newton (1687) indique :

{\displaystyle m{\vec {a}}=m{\vec {g}}} où {\displaystyle {\vec {a}}} est l'accélération du corps. Donc
{\displaystyle {\vec {a}}={\vec {g}}} ;
- En projetant sur l'axe vertical descendant : {\displaystyle {{\frac {dv}{dt}}=g}}, où {\displaystyle {v}~} est la vitesse verticale
- On intègre une fois, par rapport au temps : {\displaystyle {v=g.t+cste}~} . Si la vitesse initiale est nulle, alors :

| {\displaystyle v=g.t~} |

 .
- Comme {\displaystyle {v={\frac {dz}{dt}}}~}, en intégrant encore une fois par rapport au temps, on obtient : {\displaystyle {z(t)={\frac {1}{2}}gt^{2}+z(0)}}. Puis en choisissant l'origine, il vient :

| {\displaystyle z(t)={\frac {1}{2}}\,g\cdot t^{2}} |

Ce qui est le résultat annoncé.

### Application numérique avec rappel des unités
On peut remarquer que :
- {\displaystyle m{\vec {g}}} est une force, la force de pesanteur ou poids en newton (N). Donc {\displaystyle g} est en N/kg, c'est-à-dire en m/{\displaystyle s^{2}}.
- La valeur de cette accélération à la surface de la terre est environ 9,81 m/s2 à 45° de latitude. Ainsi, nous aurions les données suivantes avec, pour faire simple, 10 m/s2 :

| Durée | Vitesse en m/s | Vitesse en km/h | Distance de chute |
| 1 s   | 10 m/s         | 36 km/h         | 5 m               |
| 2 s   | 20 m/s         | 72 km/h         | 20 m              |
| 5 s   | 50 m/s         | 180 km/h        | 125 m             |

- Chaque seconde, la vitesse augmente de 36 km/h.
- Vu cette grande vitesse, il fut difficile d'expérimenter. Il faut notamment tenir compte de la résistance de l'air ou faire le vide (tour de chute) ou modifier le processus.

### Mesure de g
La vérification expérimentale de cette loi permet d'en déduire la valeur de l'accélération de pesanteur g. Cette mise en œuvre est délicate dès que l'on veut obtenir des résultats précis, avec plus de trois chiffres significatifs.
La précision actuelle est de 2 microgals (1 gal = 10−2 m/s2). On perçoit alors la force de marée luni-solaire (100 microgals) qui est une composante du poids, qui est variable dans le temps, et souvent négligée (cf. pesanteur).
Renvoi sur gravimétrie ; mesure de g.

## Mesures par Galilée
Pour simple qu'elle puisse apparaître, cette loi ne fut pas découverte en un jour, tant s'en faut. Il y avait au moins deux difficultés majeures :
- Une difficulté mathématique : si Galilée est glorifié pour avoir permis d'établir cette loi, c'est parce qu'elle est considérée comme une des premières lois mathématiques décrivant la "philosophie naturelle", comme on disait à cette époque. On ne s'exprimait pas encore algébriquement, et la notion de fonction existe mais essentiellement sous forme de "dessin". La notion de vitesse instantanée (la "dérivée" de z(t)) n'existe pas encore ; le mot "intégrer" était "flou".

Le flou principal était : fallait-il "intégrer" la vitesse par rapport au temps t ou par rapport à l'abscisse z ? Comment les "physiciens" de l'époque ont-ils pu se représenter mentalement une telle phrase, sans algèbre et sans analyse. Et donner v(z)~sqrt(z) est-il une justification théorique ? Cent ans après Galilée, le statut de "démonstration" n'est pas encore fermement établi
- Une difficulté expérimentale : le statut de l'expérience est affirmé par Galilée dans "il saggiatore". Mais c'est le tout début de la physique expérimentale. D'autre part, la vitesse est terriblement grande ; vérifier cette loi en "carré du temps" n'est pas aisé. De plus, un problème épineux est - et Galilée l'a bien précisé - : il faut épurer l'expérience de phénomènes parasites comme la résistance de l'air. Mais la notion de vide n'existe pas encore. Que peut vouloir dire : supprimer l'air ? Enfin, dire que la vitesse allait augmenter indéfiniment était contraire à l'expérience et "assez théorique" (pour les "bombardieri" en particulier, la description de la chute était plus près de l'expérience, bien que sans statut théorique). Il y avait donc une certaine contradiction de demander tout à la fois de suivre les résultats expérimentaux et de "les épurer" pour simplifier.

Les détracteurs de cette loi poursuivirent leurs travaux encore quelques décennies.